# Сантис, Михаил Людвигович
Михаил Людвигович Са́нтис (собственно Де Сантис, итал. de Santis; 1826, Варшава — 1879, Санкт-Петербург) — русский пианист, композитор и педагог.

## Биография
Музыкальное образование получил в Лейпцигской консерватории. Ученик Э. Ф. Э. Рихтера, Ф. Мендельсона и И. Мошелеса.
С 1852 года жил в Санкт-Петербурге. Состоял пианистом императорских театров. Позже преподавал в музыкальных классах Николаевского сиротского института в Гатчине, а также частным образом; учеником Сантиса был Александр Фаминцын.
Был знаком с М. И. Глинкой, который в своих «Записках» отозвался о нём как о «прекрасном пианисте и очень милом человеке». Исполнение Сантисом 5-го фортепианного концерта Бетховена в 1859 году сочувственно отметил русский композитор А. Н. Серов.
В Мариинском театре в 1873 году была поставлена опера Сантиса «Ермак», на которую Алексей Апухтин отозвался стихами:

О Сантис, ты попал впросак:

Здесь опера не чудо,

В страну, где действовал Ермак,

Тебе б уйти не худо!

Кроме того, Сантису принадлежали соната для виолончели и фортепиано, ряд салонных фортепианных пьес и др.